# NR–30

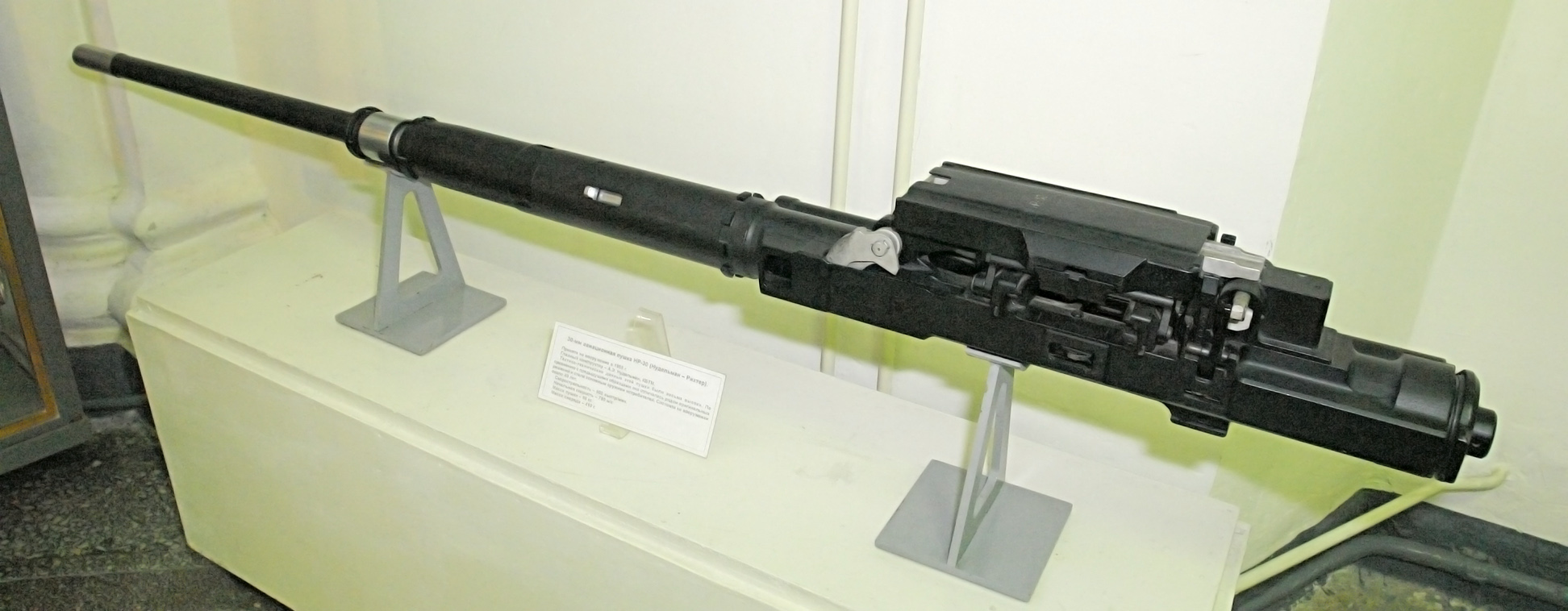
Az NR–30 repülőgép-fedélzeti gépágyú

Az NR–30 (oroszul: Нудельман-Рихтер НР–30) a Szovjetunióban az Alekszandr Nugyelman vezetése alatt álló OKB–16 tervezőirodánál kifejlesztett 30 mm-es repülőgép-fedélzeti gépágyú, melyet főként a Szovjet Hadsereg és a Varsói Szerződés repülőcsapatai számára kifejlesztett katonai repülőgépeken rendszeresítettek. A fejlesztésben Nugyelman mellett vezető szerepet játszott Aron Abramovics Richter is.
Az 1950-es évek elején bevezetett, A. A. Bobrovszkij vezetésével kifejlesztett új 30 mm-es gépágyúlőszerhez három tervezőiroda párhuzamosan tervezett egy gépágyút. Borisz Spitalnij vezetésével az OKB–15 tervezőiroda az S–30 jelű gépágyút, a Volkov vezetése alatt álló tulai KBP a V–30 jelzésű fegyvert (gyári jelzése TKB–494), a Nugyelman vezetése alatt álló OKB–16 pedig a 235P gyári jelzésű, NR–30 gépágyút fejlesztették ki az új lőszerhez. Az összehasonlító teszteken az OKB–16-os tervezőiroda NR–30 gépágyúja szerepelt a legjobb eredménnyel, így ennek a sorozatgyártásáról és rendszeresítéséről döntöttek. A fegyver sorozatgyártása 1954-ben kezdődött, majd 1955-ben rendszeresítették a Szovjet Hadseregben. A sorozatgyártás 1993-ig folyt.
A fegyver egycsövű, rövid csőhátrasiklásos, fémhevederből adogat, az NR–23 növelt teljesítményű változata. Lövedékei több mint kétszer nehezebbek az NR–23 23 mm-es lövedékeinél. A nagy teljesítmény miatt csőszájféket és integrált lángterelőt kellett szerelni, hogy az alkalmazó repülőgép beömlőnyílásán át ne jusson lőporgáz a hajtóműbe. A fegyver megjelenéséig a szokványos szovjet beépített fegyverzet – MiG–15 és MiG–17 – két 23 mm-es és egy 37 m-es fegyver rendszeréből állt, azonban ezzel ezek kiváltódtak, a beépített fegyverzet karbantarthatósága, tömege és térfogata jelentősen csökkent, megbízhatósága nőtt.
Alkalmazott tölténytípusa a 30×155B lett, csőtorkolati sebessége 800 m/s körüli, a lövedékek tömege 410 gramm, a fegyver körülbelül 900 lövést produkál percenként. A közel húszféle lőszertípus többsége páncéltörő (AP) vagy robbanó-fényjelző (HEI) kivitelű. Maga a tölténytípus valamivel erősebb a DEFA ágyúénál (30×113). A 30 mm-es gépágyúk között viszonylag könnyű (1/3-dal a DEFA-nál), egyedül a GS–301 könnyebb nála.
Elsőként a MiG–19-ben alkalmazták, majd a MiG–21 korai változatainál (F-sorozat), majd a Szu–7-nél és a Szu–17-nél. Kína lemásolta a J–6 és J–7 számára, „30 típusú”-ként állították rendszerbe, melyet a Norinco gyártott. Az űrben használható változatát az Almaz katonai űrállomáson, a Szaljut–3-n próbálták ki.